# Goran Prpić
Goran Prpić (ur. 4 maja 1964 w Zagrzebiu) – chorwacki, a wcześniej jugosłowiański tenisista, reprezentant w Pucharze Davisa, brązowy medalista letnich igrzysk olimpijskich w Barcelonie (1992) w grze podwójnej.

## Kariera tenisowa
Prpić do 1991 roku występował w barwach Jugosławii, następnie Chorwacji. Status profesjonalnego tenisisty otrzymał w 1984.
Poważna kontuzja kolana prawie przekreśliła jego karierę w lutym 1986. Przeszedł operację i po 2 latach rehabilitacji powrócił na światowe areny tenisowe, ale już do końca kariery grał z opaskami zabezpieczającymi kolana. Wygrał 2 turnieje rangi ATP World Tour, indywidualnie w Umagu w 1990 i w tym samym roku deblowe zmagania w San Remo. W 1991 roku odnotował swój najlepszy singlowy występ wielkoszlemowy, dochodząc do ćwierćfinału Australian Open. Awansował na 16. pozycję w światowym rankingu. Wynik z Melbourne wyrównał 2 lata później podczas French Open, pokonując tam m.in. Michaela Sticha, a przegrywając z Jimem Courierem.
W 1990 był członkiem jugosłowiańskiej drużyny, która wygrała turniej Drużynowy Puchar Świata. Rok później wraz z Monicą Seles zdobył Puchar Hopmana. W 1992 razem z Goranem Ivaniševiciem wywalczył brązowy medal letnich igrzysk olimpijskich w Barcelonie, już dla Chorwacji.
Od 1983 roku występował w rozgrywkach o Puchar Davisa. Największe osiągnięcia odnotował jako reprezentant Jugosławii, kiedy wraz z kolegami z drużyny dochodził do półfinałów grupy światowej w latach 1988 i 1989.
Prpić zakończył karierę tenisową w 1996 roku. W latach 2000−2011 trenował kobiecą reprezentację w Fed Cup, a w latach 2006−2011 męską w Pucharze Davisa. Z początkiem sezonu 2017 zaczął pracę szkoleniowca u Any Konjuh.

### Finały w turniejach ATP World Tour
| Legenda                                      |
| -------------------------------------------- |
| Wielki Szlem                                 |
| Igrzyska olimpijskie                         |
| Tennis Masters Cup / ATP Finals              |
| ATP Masters Series / ATP Tour Masters 1000   |
| ATP International Series Gold / ATP Tour 500 |
| ATP International Series / ATP Tour 250      |

#### Gra pojedyncza (1–2)
| Końcowy wynik | Nr | Data             | Turniej   | Nawierzchnia | Przeciwnik       | Wynik finału     |
| ------------- | -- | ---------------- | --------- | ------------ | ---------------- | ---------------- |
| Finalista     | 1. | 30 lipca 1989    | Stuttgart | Ceglana      | Martín Jaite     | 3:6, 2:6         |
| Zwycięzca     | 1. | 20 maja 1990     | Umag      | Ceglana      | Goran Ivanišević | 6:3, 4:6, 6:4    |
| Finalista     | 2. | 21 kwietnia 1991 | Nicea     | Ceglana      | Martín Jaite     | 6:3, 6:7(1), 3:6 |

#### Gra podwójna (1–1)
| Końcowy wynik | Nr | Data            | Turniej    | Nawierzchnia | Partner            | Przeciwnicy                 | Wynik finału  |
| ------------- | -- | --------------- | ---------- | ------------ | ------------------ | --------------------------- | ------------- |
| Zwycięzca     | 1. | 5 sierpnia 1990 | San Remo   | Ceglana      | Mihnea-Ion Năstase | Ola Jonsson Fredrik Nilsson | 3:6, 7:6, 6:3 |
| Finalista     | 1. | 21 marca 1993   | Casablanca | Ceglana      | Ģirts Dzelde       | Mike Bauer Piet Norval      | 5:7, 6:7      |